# Silkeborg Atletikhal
Silkeborg Atletikhal er en idrætshal for atletik som er beligende på Skellerupvej 15 i Resenbro i udkanten af Silkeborg og hallen åbnede i december 2010.
Silkeborg Atletikhal er indrettet i en af fabrikshallerne ved Hørning Parket. Hallen er 55 meter lang og ca. 22 meter bred. og har dermed en længde, så man kan træne og konkurere i 50 meter løb (tre baner), længde-, højde-, stang-, trespring og kuglestød samt et kastebur til træning i diskoskast og hammerkast. Der er ingen tilskuerpladser i hallen.
|  | Denne artikel om en bygning eller et bygningsværk kan blive bedre, hvis der indsættes et (bedre) billede. Du kan hjælpe ved at afsøge Wikimedia Commons for et passende billede eller lægge et op på Wikimedia Commons med en af de tilladte licenser og indsætte det i artiklen. |

56°10′58.09″N 9°39′32.43″Ø / 56.1828028°N 9.6590083°Ø